# آب‌گرم جتی‌اغوز
آب‌گرم جتی‌اغوز (قرقیزی: Жети-Өгүз) یک استراحتگاه آب‌گرم درمانی است که در صخره‌های جتی‌اغوز (یئدی‌ اوغوز به معنی هفت ورزا) در نزدیکی دریاچه ایسیق‌کول در شهرستان جتی‌اغوز استان ایسیق‌کول قرقیزستان قرار دارد. محل این تفرجگاه در حدود ۲۸ کیلومتری غرب قراکول و نزدیک روستای جتی‌اغوزاست. جمعیت این محل تفریحی در سال ۲۰۲۱ میلادی، ۳۳۷ نفر بوده‌است.

## تاریخ
چشمه‌های آب گرم جتی‌اغوز برای ساکنان محلی از دوران باستان شناخته شده بود. این مکان پس از سال ۱۸۵۶ زمانی که آندری سمیونوف برای اولین بار از آن بازدید کرد، در میان روس‌ها هم شناخته شد. از سال ۱۹۶۵ استراحتگاه در تمام طول سال کار می‌کند. در سال ۱۹۹۱، ملاقات مهمی بین بوریس یلتسین و عسکر آقایف در جتی‌اغوز برگزار شد.
این استراحتگاه یک مقصد تفریحی مورد علاقه شهروندان قرقیزستان و همچنین یک مقصد محبوب برای گردشگران به قرقیزستان است. صخره‌های جتی‌اغوز در مجاورت استراحتگاه قرار دارند. از استراحتگاه، با پیاده‌روی یا سواری چند ساعته، می‌توان به آبشاری واقع در یک دره و همچنین مزرعه درختان کاج رسید. این یک مسیر محبوب برای گردشگران و بازدیدکنندگان است.

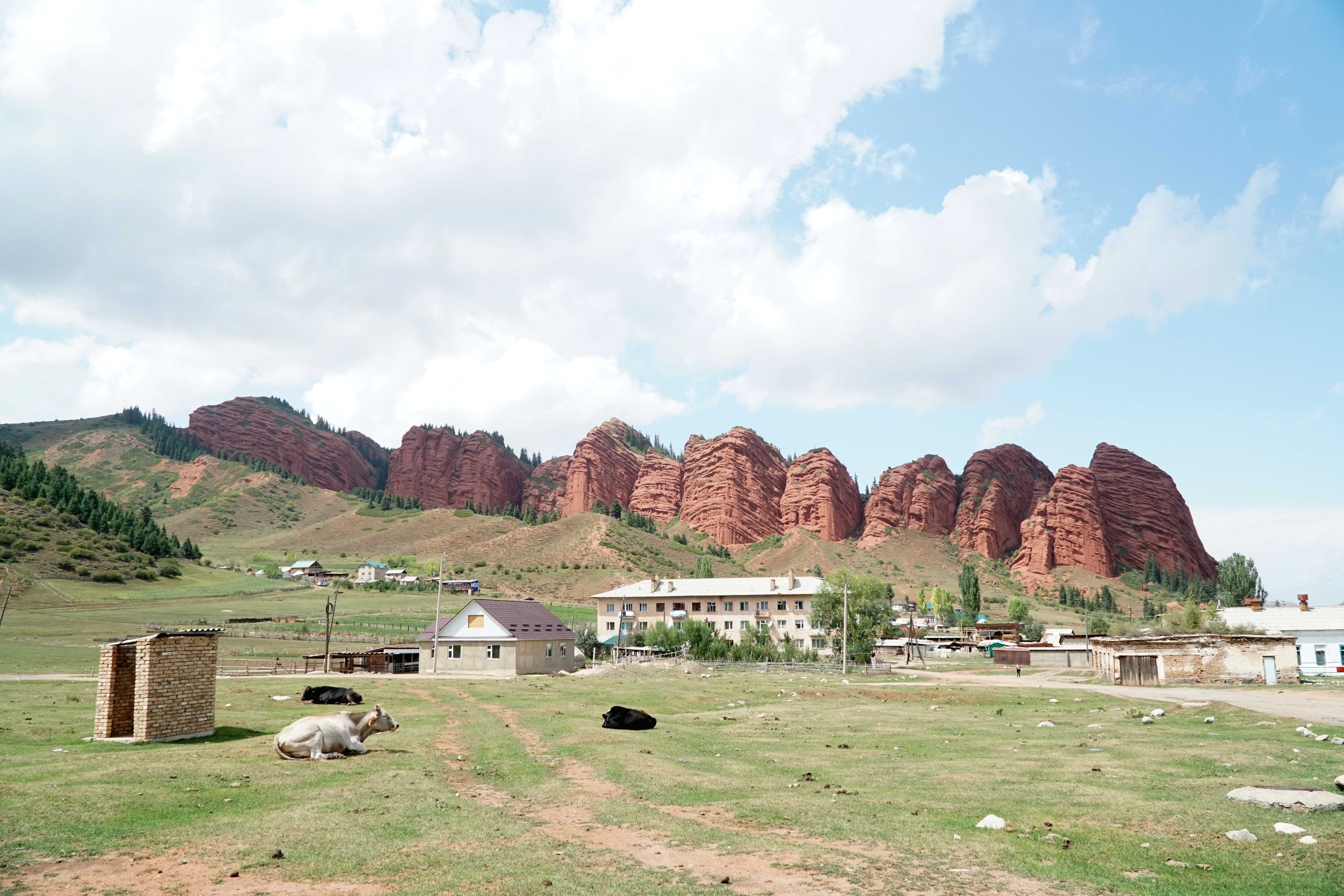
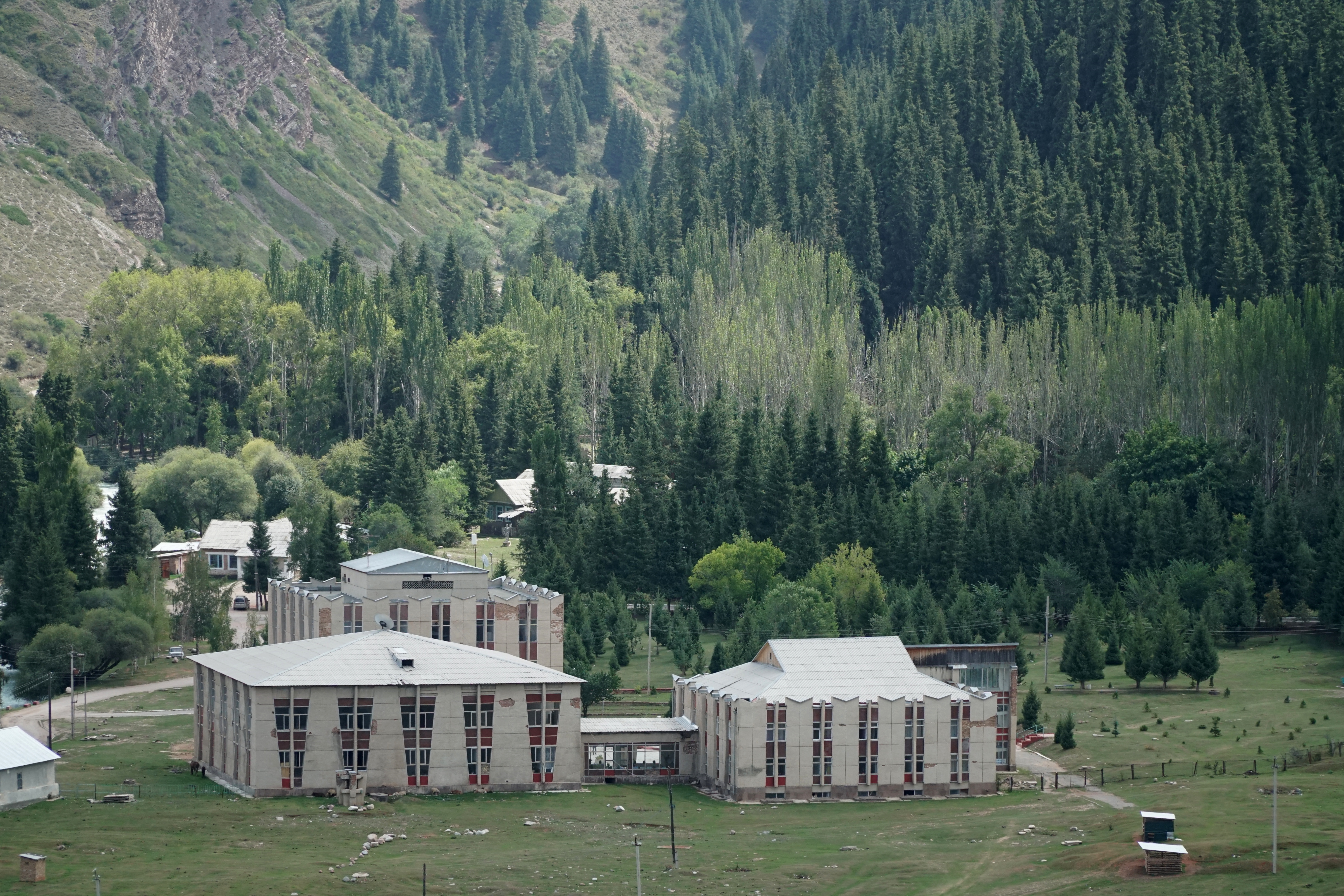
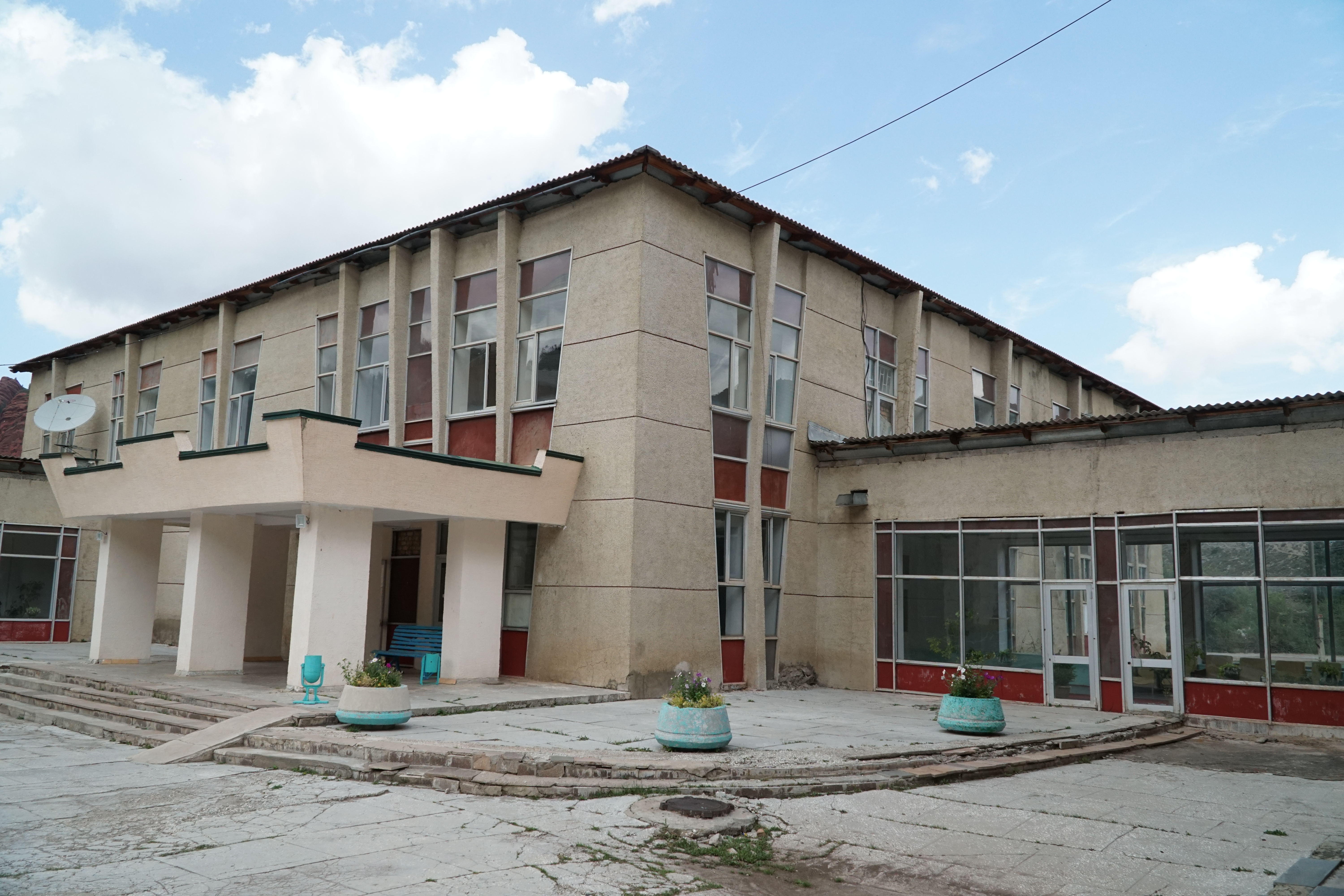
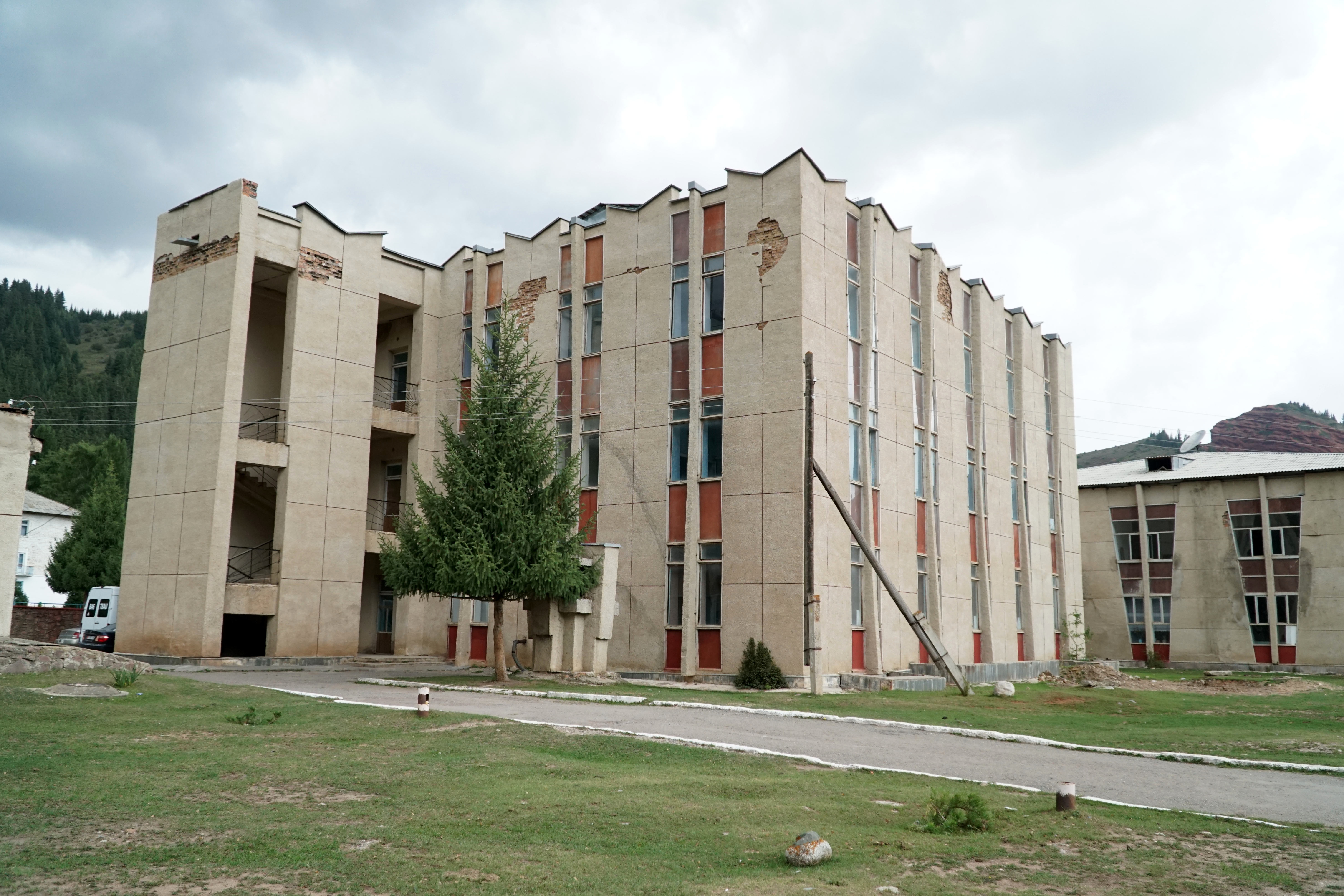
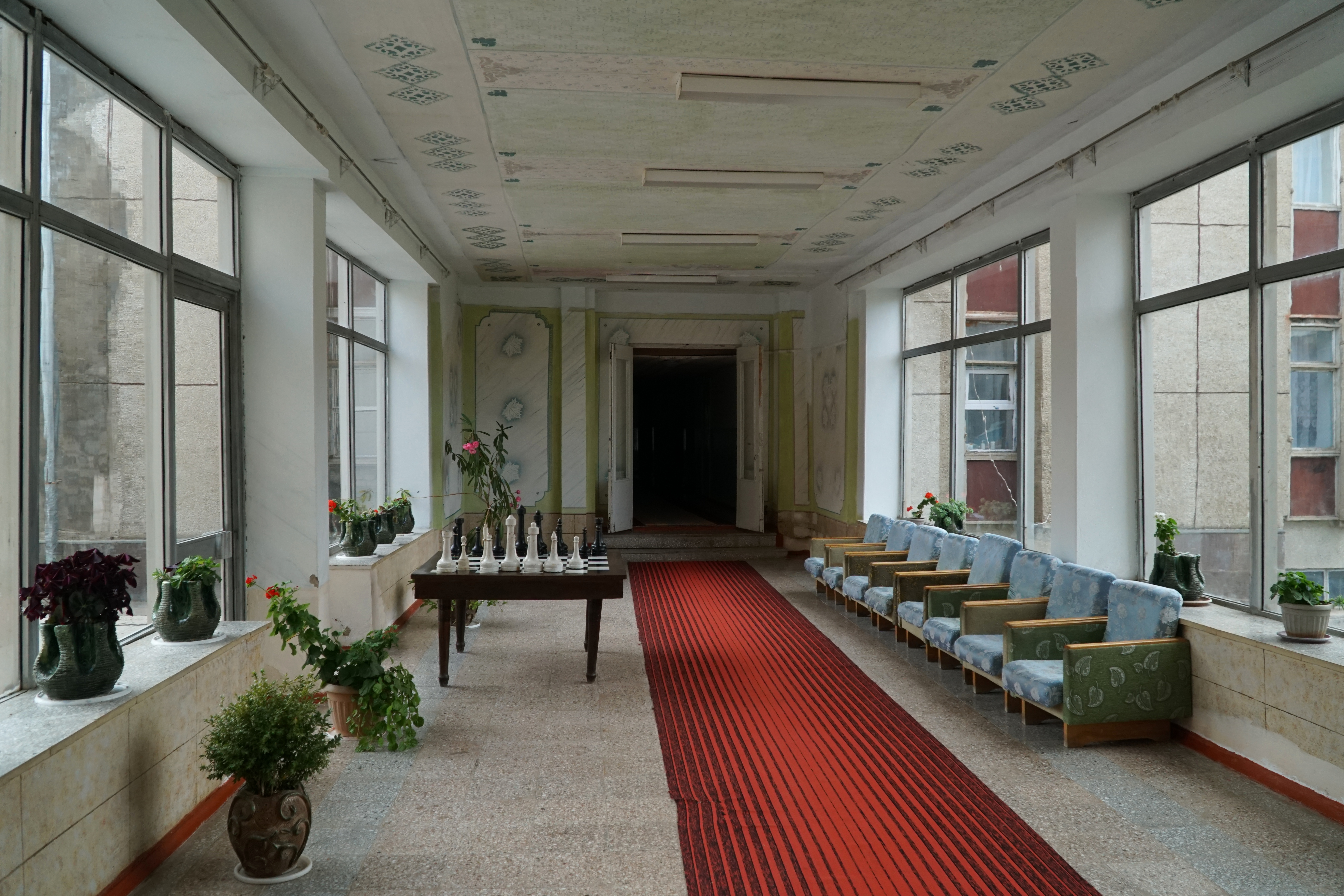
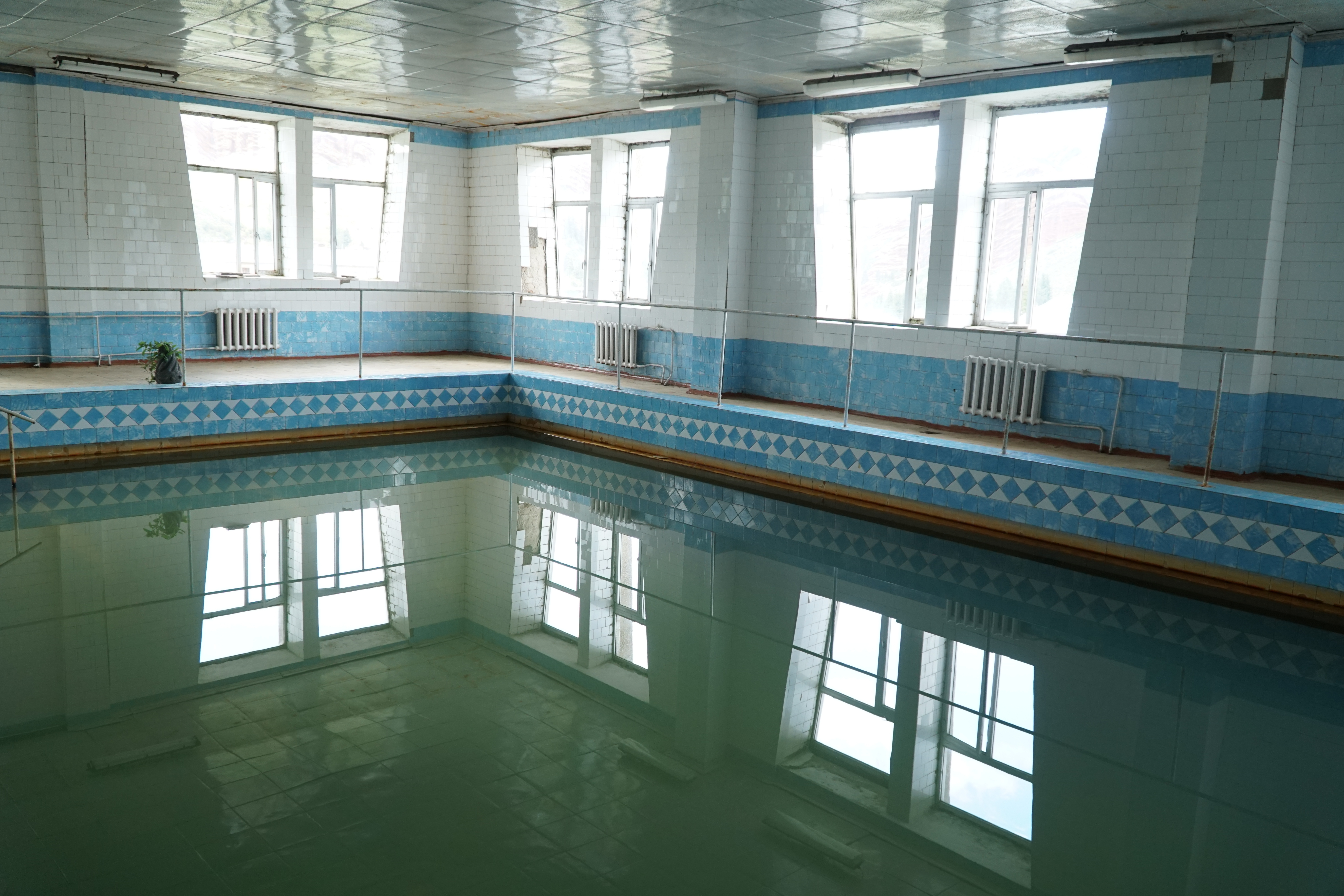